# オマー・クルーズ
オマー・アレハンドロ・クルーズ（Omar Alejandro Cruz, 1999年1月26日 - ）は、メキシコのソノラ州エルモシージョ出身のプロ野球選手（投手）。左投左打。MLBのサンディエゴ・パドレス所属。

## 経歴

### プロ入りとパドレス傘下時代
2017年にアマチュア・フリーエージェントでサンディエゴ・パドレスと契約してプロ入り。
2018年、傘下のルーキー級アリゾナリーグ・パドレスでプロデビュー。A-級トリシティ・ダストデビルズでもプレーし、2チーム合計で11試合（先発10試合）に登板して1勝1敗、防御率1.91、59奪三振を記録した。
2019年はA-級トリシティとA級フォートウェイン・ティンキャップスでプレーし、2チーム合計で12試合に先発登板して2勝3敗、防御率2.73、76奪三振を記録した。
2020年はCOVID-19の影響でマイナーリーグの試合が開催されなかったため、公式戦の登板は無かった。

### パイレーツ傘下時代
2021年1月19日にパドレスとパイレーツ、ニューヨーク・メッツの3チーム間でトレードが行われ、パドレスがパイレーツからジョー・マスグローブを、パイレーツがパドレスからクルーズ、デビッド・ベッドナー、ハドソン・ヘッド、ドレイク・フェローズ、メッツからエンディ・ロドリゲスを、メッツがパドレスからジョーイ・ルケーシーをそれぞれ獲得した。シーズンでは傘下のA級グリーンズボロ・グラスホッパーズとAA級アルトゥーナ・カーブでプレーし、2チーム合計で21試合に登板して6勝7敗、防御率3.44、98奪三振を記録した。
2022年はAA級アルトゥーナでプレーし、23試合（先発5試合）に登板して3勝3敗、防御率5.03、69奪三振を記録した。オフにはアリゾナ・フォールリーグに参加し、サプライズ・サグアロスに所属した。
2023年もAA級アルトゥーナでプレーし、27試合（先発1試合）に登板して1勝4敗3セーブ、防御率3.94、44奪三振を記録した。

### パドレス時代
2023年オフのルール・ファイブ・ドラフト（マイナーリーグ・フェイズ）でパドレスから指名され、移籍した。
2024年はAA級サンアントニオ・ミッションズとAAA級エルパソ・チワワズでプレーし、2チーム合計で34試合（先発7試合）に登板して6勝2敗2セーブ、防御率3.96、118奪三振を記録した。オフの11月19日にルール・ファイブ・ドラフトでの流出を防ぐために40人枠入りした。
2025年3月27日に開幕ロースター入りし、4月1日のクリーブランド・ガーディアンズ戦でメジャーデビューを果たした。

## 選手としての特徴
フォーシームは常時90mph台前半を計測し、変化球ではチェンジアップの評価が高い。

## 詳細情報

### 背番号
- 60（2025年 - ）